# Clásico
Cet article concerne la rivalité entre le Real Madrid et le FC Barcelone. Pour les autres classiques dans le football, voir El Classíco.
Le classique en Espagne (El clásico en espagnol, clàsic en catalan), est le match de football opposant le Real Madrid et le FC Barcelone, clubs dont la rivalité est la plus élevée dans le championnat espagnol depuis le début des années 1950. Le terme est également d'usage courant en Amérique latine.
On l'appelle aussi le « derby espagnol », dans la définition anglaise d'origine de derby : le « grand match ». Du fait qu'il met en scène deux clubs quasi monopolistiques, le derby espagnol se rapproche cependant davantage du Old Firm, rencontre au sommet du championnat d'Écosse mettant aux prises les deux grands clubs de Glasgow, que d'autres duels connus comme le derby de Manchester ou celui de la Mersey.
Dans les années 2010, grâce aux moyens mis en œuvre par la chaîne TVE, le derby espagnol est retransmis dans 140 pays des cinq continents, et annoncé comme parmi les matchs de club les plus regardés au monde avec 650 millions de téléspectateurs en 2017 qui fait de ce match la rencontre la plus suivie du monde. Il est aussi appelé le match de l'année, car il met en avant les deux plus grands clubs d'Espagne et deux des meilleurs clubs au monde. Ce match est aussi très suivi car il mettait face à face les deux meilleurs joueurs du monde : Lionel Messi et Cristiano Ronaldo,, jusqu'au transfert de Cristiano Ronaldo à la Juventus et celui de Lionel Messi au Paris Saint-Germain réduisant le nombre d'oppositions dans cette rivalité.

## Origine de la rivalité
Au moins deux fois par an, le FC Barcelone et le Real Madrid s'affrontent lors d'un match qui monopolise l'attention des passionnés de football de toute l'Espagne et du monde entier. Du fait de leur succès (ce sont les deux clubs les plus couronnés de La Liga), il est aussi fréquent qu'ils s'affrontent dans d'autres compétitions : avec sept rencontres disputées lors de quatre compétitions différentes, 2011 en détient le record. C'est aussi depuis 2011 qu'El Clásico est le derby le plus joué du football espagnol, record tenu jusqu'alors par El Viejo Clásico (es) entre le Real Madrid et l'Athletic Bilbao.
L'opposition historique entre les clubs de ces deux villes est bien entendu à trouver dans l'histoire d'Espagne, et particulièrement dans la période franquiste, où la ville de Madrid était le siège du gouvernement d'une Espagne que Franco voulait forte et unitaire, tandis que celle de Barcelone luttait pour son indépendance. La situation politique est bien entendu différente aujourd'hui, mais le Clásico reste encore néanmoins marqué par ces tensions politiques. En témoignent notamment les déclarations incendiaires du président barcelonais Joan Laporta[réf. nécessaire] ou l'embrassade par Puyol de son brassard de capitaine au couleur de la Catalogne lors du Clásico de 2009.
Il est d'ailleurs fréquent que les supporters espagnols d'une autre équipe de football aient une préférence marquée pour le FC Barcelone ou pour le Real Madrid. Ainsi, les supporters de l'Athletic Bilbao sont (pour des raisons également historiques) plus favorables au FC Barcelone, tout comme ceux de l'Atlético de Madrid, premiers « ennemis » de l'autre club de la ville. À l'inverse, les supporters de l'Espanyol de Barcelone (où le terme Espanyol marque justement l'attachement à l'Espagne) sont plutôt favorables au Real Madrid.
Même hors d'Espagne, ce match a un retentissement considérable. Ces deux clubs centenaires jouissent de palmarès parmi les plus prestigieux du monde, tant en Liga que dans les autres compétitions. Rien qu'en Ligue des champions, le Real Madrid totalise quinze victoires  (la dernière en Ligue des champions de l'UEFA 2023-2024), et le FC Barcelone cinq (la dernière en 2015).

## Histoire
La première fois que les deux clubs s'affrontent est le 13 mai 1902 lors de la demi-finale de la Copa de la Coronación, tournoi joué à Madrid. Le match se termine par une victoire 3-1 des blaugrana, buts marqués par Udo Steinberg (2) et Hans Gamper (fondateur du club) pour le Barça, tandis que le Britannique Arthur Johnson marquait pour le Real. Ils ne s'affrontent plus jusqu'en 1906 lors d'un match amical qui se solde par la défaite du club madrilène, 5-2.
Durant les années 1910, ils se rencontrent 15 fois, dont 4 en Coupe du Roi (Copa del Rey) et le reste en match amical, puisque jusqu'en 1935 Barcelone a gagne 10-2 c'est le plus grand score dans l'histoire du classicoLiga n'existait pas. Des quatre matches de coupe, deux étaient la phase aller et retour de la compétition, saison 1915/1916. Le Barça gagna le premier match 2-1 avant de perdre au retour 4-1. À l'époque, la différence de but ne comptait pas : si une équipe gagnait les deux matches, elle se qualifiait. Mais si les deux équipes gagnaient chacune un match, quel que soit le score, un match supplémentaire devait être joué pour les départager. La troisième rencontre fut donc jouée sur un terrain neutre et se termina sur le score fleuve de 6-6. Ils durent jouer un dernier match durant lequel le Real domina le Barça, 4-2.
Dans les années 1920, ils s'affrontent encore une fois en coupe, durant la saison 1925-1926. Le Barça perd les deux matches, 1-5 et 3-0.

### Début de la rivalité en championnat
Depuis le début de la Liga, lors de la saison 1928-1929, on peut noter le début d'une rivalité qui dure jusqu'à nos jours. Cette première Liga, se résume par un mano a mano, entre Madridistas et Culés. Le premier match se solde par une victoire du Real mais le Barça remporte le premier trophée de la Liga. Les deux championnats suivants sont remportées par l'Athletic Bilbao. Le Real doit attendre jusqu'à la saison 1931-1932 pour remporter son premier titre, puis son deuxième l'année suivante.
En tenant seulement compte des rencontres de championnat, les résultats des clásicos à la fin des années 1920 et durant la décennie suivante furent favorables au Real. Par rapport aux titres glanés, le Barça remplit sa vitrine d'une Liga et de quatre Coupes tandis que le Real gagne deux Liga et deux Coupes.
| Équipe       | Victoires comme locaux | Match nul comme locaux | Défaites comme locaux |
| ------------ | ---------------------- | ---------------------- | --------------------- |
| FC Barcelone | 4                      | 2                      | 3                     |
| Real Madrid  | 7                      | 3                      | 2                     |

### Années 1940
Lors de cette décennie, il y eut des rencontres avec de nombreux buts. Lors de la saison 1942/1943, on eut le droit à un 5-5, la saison suivante les Catalans infligèrent un 5-0 à leur rival madrilène, mais le Real prit sa revanche lors de la saison 1949-1950 en gagnant le match 6-1. En 1943, ils s'affrontèrent lors des demi-finales de la coupe, retrouvailles dans cette compétition depuis la guerre civile. Le match aller se solda par un 3-0 à Barcelone. Mais le match retour ne laissa personne indifférent, les merengues obtinrent un 11-1 .
Les deux clubs terminèrent à égalité dans leurs affrontements. Mais encore une fois le Barça domine dans les titres avec 3 Ligas et 1 Coupe, le Real remporta « seulement » 2 Coupes. Au milieu du siècle, le Barça possédait 4 Ligas, 9 Coupes et une Supercoupe, son rival possédait 2 Ligas, 9 Coupes et 1 Supercoupe.
| Équipe       | Victoires comme locaux | Match nul comme locaux | Défaites comme locaux |
| ------------ | ---------------------- | ---------------------- | --------------------- |
| FC Barcelone | 7                      | 2                      | 2                     |
| Real Madrid  | 14                     | 1                      | 3                     |

### Années 1950
Cette décennie marque le début d'une plus grande réussite pour le Real Madrid. Avec l'aide de joueurs comme Alfredo Di Stéfano, les merengues obtinrent quatre Ligas consécutives. De plus, le Real se couronna roi d'Europe avec la toute nouvelle Coupe d'Europe, gagnant les 5 premières éditions (record absolu). Puis ils remportèrent le doublé Championnat-Coupe d'Europe deux fois de suite entre 1957 et 1959. De son côté, le Barça remporta 4 Ligas et 5 Coupes et réussit le doblete Liga et Coupe en 3 occasions durant cette décennie. Les matchs les plus importants furent la victoire du Barça 7-2 lors de la saison 1950/1951, puis les deux exploits lors de la saison 1953/1954, avec un 5-0 madridista puis une victoire catalane 5-1.
S'il ne fallait se souvenir que d'un joueur par équipe, à Barcelone ce serait Ladislao Kubala, et pour Madrid, Alfredo Di Stéfano souvent nommé comme l'un des meilleurs joueurs de l'histoire du football mondial. D'autres joueurs importants ne sont pas oubliés, tels Ferenc Puskás, Zoltan Czibor, Paco Gente et Luis Suarez Miramontes. La balance des matches entre les deux fut de nouveau favorable au Real Madrid.
| Équipe       | Victoires comme locaux | Match nul | Défaites en tant que locaux |
| ------------ | ---------------------- | --------- | --------------------------- |
| FC Barcelone | 11                     | 1         | 1                           |
| Real Madrid  | 11                     | 1         | 1                           |

### Années 1960
| Équipe       | Victoires comme locaux | Match nul | Défaites en tant que locaux |
| ------------ | ---------------------- | --------- | --------------------------- |
| FC Barcelone | 6                      | 2         | 6                           |
| Real Madrid  | 8                      | 3         | 2                           |

### Années 1970
| Équipe       | Victoires comme locaux | Match nul | Défaites en tant que locaux |
| ------------ | ---------------------- | --------- | --------------------------- |
| FC Barcelone | 5                      | 3         | 2                           |
| Real Madrid  | 5                      | 3         | 3                           |

### Années 1980
Lors de la première moitié des années 1980, le championnat est dominé par les deux clubs basques, la Real Sociedad et l'Athletic Bilbao, qui remportent deux titres chacun. Lors de la saison 1984-1985, le FC Barcelone remporte le titre. L'année suivante les blaugrana atteignent la finale de la Coupe d'Europe qu'ils perdent aux tirs au but contre le Steaua Bucarest.
Sur l'ensemble de la décennie, Barcelone gagne un championnat, deux Coupe des Vainqueurs de Coupe (1982 et 1989), quatre Coupes d'Espagne et deux Coupes de la Ligue. Les joueurs blaugrana les plus en vue sont Quini, Gary Lineker, Diego Maradona, Bernd Schuster et Migueli. L'arrivée de Johan Cruijff au poste d'entraîneur en 1988 marque un avant et un après dans l'histoire du club barcelonais de par le nombre de titres remportés et par la philosophie de jeu offensif qui sera désormais la marque du FC Barcelone.
De son côté, le Real Madrid remporte de nombreux titres à partir du milieu des années 1980. Le Real gagne cinq titres de champions d'Espagne consécutifs et deux Coupes de l'UEFA en 1985 et 1986. C'est la Quinta del Buitre qui est à l'origine de ces titres, une génération de joueurs composées par Emilio Butragueño, Míchel, Manolo Sanchís, Miguel Pardeza et Rafael Martín Vázquez. Il faut aussi ajouter Hugo Sánchez, joueur déterminant en attaque. Cette équipe domine le football espagnol au cours de la deuxième moitié des années 1980.
En ce qui concerne les affrontements directs entre Barça et Real en championnat, le changement de tendance apparu dans les années 1970 se confirma dans les années 1980 grâce à des joueurs comme Maradona ou Schuster. Barcelone remporte neuf Clásicos contre sept pour le Real Madrid. En Coupe d'Espagne, les deux clubs se croisent à deux reprises, dans les deux cas ce fut en finale, lors des saisons 1982-1983 et 1989-1990. Barcelone l'emporte les deux fois. En Supercoupe d'Espagne, il n'y eut qu'un affrontement, remporté par le Real.
En Coupe de la Ligue, Barça et Real s'affrontèrent à six reprises avec un bilan de deux victoires barcelonaises et quatre matchs nuls.
| Équipe       | Victoires comme locaux | Match nul | Défaites en tant que locaux |
| ------------ | ---------------------- | --------- | --------------------------- |
| FC Barcelone | 11                     | 3         | 2                           |
| Real Madrid  | 7                      | 4         | 3                           |

### Années 1990
La première moitié des années 1990 est clairement à l'avantage du FC Barcelone. La fameuse Dream team dirigée par Johan Cruijff remporte la Ligue des champions en 1992 et atteint la finale en 1994. Le Barça remporte quatre championnats d'Espagne consécutivement entre 1991 et 1994. Les joueurs les plus en vue sont Ronald Koeman, Michael Laudrup, Hristo Stoichkov, Julio Salinas, José Mari Bakero, Guillermo Amor, Pep Guardiola et Romário qui marquent leur époque grâce aux titres remportés et au jeu flamboyant déployé sur le terrain. Johan Cruijff impose ses idées de football total, un jeu basé sur l'attaque à outrance qui plaît beaucoup aux spectateurs. Les résultats avaliseront cette manière de concevoir le football. Au XXIe siècle, le FC Barcelone continue sur la voie de cette philosophie avec des entraîneurs comme Louis van Gaal, Frank Rijkaard, Pep Guardiola et Tito Vilanova.
La Dream team barcelonaise, après la défaite en 1994 en finale de la Ligue des champions face à l'AC Milan, commence à montrer des signes d'usure. Johan Cruijff est démis de ses fonctions en 1996. Le Real Madrid remporte alors deux championnats en 1995 et 1997. C'est à cette époque qu'apparaît Raúl qui va devenir le capitaine et le joueur emblème du club madrilène pendant plusieurs saisons. Raúl débute avec le Real à l'âge de 17 ans sous les ordres de l'entraîneur Jorge Valdano relégant sur le banc la star déclinante Emilio Butragueño.
Avec Raúl, le Real remporte deux Ligues des champions en 1998 et 2000. Ces succès et sa réussite face aux buts élèvent Raúl au plus haut niveau. D'autres joueurs marquants de cette époque sont Fernando Hierro, Fernando Redondo, Paco Buyo, Pedja Mijatovic, Davor Suker ou encore Iván Zamorano.
Parmi les curiosités de cette rivalité, il faut souligner le 5-0 que le Barça endosse au Real lors de la saison 1993-1994 (dont trois buts de Romario) auquel le Real répond juste un an après par un autre 5-0 (avec trois buts de Zamorano).
Dans le bilan des Clásicos des années 1990, Barcelone continue à dominer. Il faut remarquer qu'au cours des années 1980 et 1990, Barça et Real se sont affrontés plusieurs fois en finale de la Coupe d'Espagne et de la Supercoupe. La Coupe d'Espagne est plus favorable à Barcelone tandis que la Supercoupe a eu tendance à sourire au Real Madrid.
En ce qui concerne le palmarès, Barcelone remporte six titres de champion d'Espagne (deux fois vice-champion), trois Coupes d'Espagne (une fois vice-champion), une Ligue des champions et deux Coupes des Vainqueurs de Coupe. Le Real Madrid de son côté remporte deux titres de champion d'Espagne (trois fois vice-champion), une Coupe d'Espagne et deux Ligues des champions (1998 et 2000).
| Équipe       | Victoires comme locaux | Match nul | Défaites en tant que locaux |
| ------------ | ---------------------- | --------- | --------------------------- |
| FC Barcelone | 10                     | 3         | 2                           |
| Real Madrid  | 8                      | 5         | 2                           |

### Années 2000
Les deux clubs espagnols occupèrent les premiers postes des classements historiques.
En décembre 2000, le Real Madrid est désigné par la FIFA comme le meilleur club de football du XXe siècle au niveau mondial. Le FC Barcelone termina en quatrième position. Postérieurement, la IFFHS, proclama le club madrilène comme le meilleur club européen du XXe siècle, le rival blaugrana se classant troisième du classement.
| Équipe       | Victoires comme locaux | Match nul | Défaites en tant que locaux |
| ------------ | ---------------------- | --------- | --------------------------- |
| FC Barcelone | 4                      | 4         | 3                           |
| Real Madrid  | 5                      | 3         | 3                           |

### Années 2010
La rivalité entre les deux clubs devient plus forte au début des années 2010. En effet, les deux clubs sont alors considérés comme les deux meilleurs clubs au monde et s'offrent un mano a mano en Championnat. Cette rivalité est magnifiée par le duel que se livrent deux joueurs considérés par certains comme les deux meilleurs au monde : Lionel Messi d'un côté et Cristiano Ronaldo de l'autre. Le match aller de la Liga 2010-2011 est marqué par la très large victoire barcelonaise sur le score de 5-0. Les deux clubs se retrouvent ensuite 7 fois en 2011 : 2 fois en Liga, 2 fois en Ligue des champions (au stade des demi-finales), 1 fois en finale de Coupe d'Espagne et 2 fois en Supercoupe d'Espagne.
- Début 2011, la IFFHS décerna au club catalan le titre du meilleur club européen et mondial de la première décennie du XXIe siècle[8].
- Le samedi 10 décembre 2011 Karim Benzema inscrit le but le plus rapide lors d'un Clásico, après à peine 21 secondes de jeu au stade Santiago Bernabéu. Toutefois, le Real perdra le match 3-1.
- Le mercredi 18 janvier le FC Barcelone dont les cages sont gardées par José Manuel Pinto commence mal le match avec un but de Cristiano Ronaldo sur une passe de Karim Benzema. Puis le FC Barcelone reviendra rapidement à égalité grâce à un but de la tête de Carles Puyol sur un corner tiré par Xavi et s'imposera sur un but du français Éric Abidal. Le match retour se solda par un 2-2 et le Real fut éliminé de la compétition.
- Le 21 avril 2012, le Real Madrid et le FC Barcelone se retrouvent dans un match décisif dans la course au titre, le Real Madrid compte 4 points d'avance sur le FC Barcelone et une défaite relancerait le championnat. Pour une fois depuis des années le duel s'annonce équilibré et la pression est sur les épaules des deux équipes. Sami Khedira marque le premier but a la 17e minute avant qu'Alexis Sánchez ne marque le but de l'égalisation à la 70e. Ce score n'avantage guère aucune des deux équipes, c'est alors que Cristiano Ronaldo marque le but de la victoire 3 minutes après l'égalisation et offre à son équipe une victoire importante. C'est le premier succès du Real au Camp Nou depuis 2007.
- Le 23 mars 2014, Lionel Messi dépasse Alfredo Di Stéfano comme meilleur buteur dans les clásicos.
- Le 25 octobre 2014, le Réal bat le Barça à domicile 3-1.
- Le 22 mars 2015, le Barça bat le Réal à domicile 2-1.
- Le 21 novembre 2015, le FC Barcelone humilie le Real Madrid à Santiago Bernabéu devant 80 500 spectateurs. Les buteurs barcelonais sont Suárez (11e et 74e), Neymar (39e), Iniesta (53e). À noter également que Messi fait son retour lors de ce match après près de deux mois d'absence pour cause de blessure et rentre à la place de Rakitić à la 57e[9].
- Le 2 avril 2016, le Real Madrid remporte le clásico. Pourtant, c'est le Barça qui inscrit le premier but de la rencontre par l'intermédiaire de Gérard Piqué, mais le Real avec les buts de Benzema et de Cristiano Ronaldo gagne 2-1 malgré l'expulsion de Sergio Ramos. Cela empêche leurs adversaires d'atteindre les 40 matchs consécutifs sans défaite.
- Le 3 décembre, le Clasico se solde par un match nul 1 but partout. Barcelone ouvre le score à la 53e minute grâce à Luis Suárez, mais le Real Madrid avec le but de Sergio Ramos de la tête égalise à la 90e minute. Le Real Madrid reste à 6 points devant le FC Barcelone. À noter également le retour d'Iniesta lors de ce match après 5 semaines d'absence pour cause de blessure et rentre à la place de Ivan Rakitić à la 59e.
- Le 23 avril 2017, le FC Barcelone remporte le Clasico après un match haletant avec un doublé de Leo Messi (33e,93e) qui a répondu a l'ouverture du score de Casemiro 28e et a l'égalisation de James Rodríguez 86e. À noter l'expulsion du défenseur central madrilène Sergio Ramos après un mauvais tacle sur Messi.
- Le 13 août 2017, Le Real Madrid remporte la phase aller de la Supercoupe d'Espagne 3-1 avec notamment un second carton jaune de Cristiano Ronaldo après avoir retiré son maillot lors de la célébration de son but redonnant l'avantage au Real Madrid et une poussée subie jugée simulacre. Le Real s'impose malgré tout et prend un avantage avant le match retour à Santiago Bernabéu.
- Le 16 août 2017, Le Real Madrid s'impose dans le cadre de la phase retour de la Supercoupe d'Espagne 2-0 sans sa star Cristiano Ronaldo suspendu 5 matchs. Le défenseur catalan Gérard Piqué a marqué par son commentaire: "c'est la première fois que je sens le réal au dessus de nous."[10] Le Real Madrid remporte ainsi la Supercoupe d'Espagne face au Barça son éternel rival.
- Le 23 décembre 2017, le match est programmé à 13 heures afin de conquérir l'audience asiatique. Avec 650 millions de téléspectateurs, il s'agit du match de clubs le plus regardé au monde[11]. Barcelone s'impose 3 à 0 au stade Santiago Bernabéu.
- Le 6 mai 2018, le Barça et le Real Madrid s'affronte au Camp Nou dans un match sans enjeu réel puisque les catalans ont été sacrés champion d'Espagne la semaine précédente. Les 2 équipes se quittent sur un match nul 2-2 avec des buts de Suárez et Messi pour Barcelone et Ronaldo et Bale pour le Real. À noter l'expulsion de Sergi Roberto juste avant la mi-temps.
- Le 28 octobre 2018, le Barça reçoit son rival pour le compte du championnat : le Barça est deuxième et peut faire d'une pierre deux coups en prenant seul le fauteuil de leader et en reléguant son adversaire du jour au 9e rang. Le Real tient quant à lui à sortir de sa spirale négative, et aimerait le faire face au rival honni. Finalement le club merengue est balayé 5 à 1 au Camp Nou, avec notamment un triplé de Luis Suárez, et un but de Philippe Coutinho et d'Arturo Vidal du côté du FC Barcelone, et un but de Marcelo côté Real. Cette humiliation face au rival historique provoquera le limogeage de l’entraîneur de la Maison-Blanche Julen Lopetegui, qui sera remplacé quelques jours plus tard par son adjoint argentin Santiago Solari. À noter également l'absence, côté Barça, de Lionel Messi, blessé au bras.
- Barcelone s'impose deux fois en quatre jours au Stade Santiago Bernabéu : le 27 février 2019, il s'impose 3 à 0 et se qualifie pour la finale de la Coupe d'Espagne, puis le 2 mars, Barcelone gagne 1 à 0 lors de la 26e journée de championnat. Barcelone rejoint désormais le Real Madrid en nombre de victoires lors des Clásicos pour la deuxième fois en 87 ans[12] (les deux avec 95 victoires après 242 Clásicos disputés).
- Le 18 décembre 2019, Le Real Madrid fait match nul 0-0 chez le rival dominé dans le jeu et permet à son entraîneur, Zinédine Zidane, de conserver son invincibilité au stade barcelonais du Camp Nou. Le 1er mars 2020, chez lui au Santiago Bernabeu, le Real domine le Barça 2-0 avec des buts de Vinícius Jr et de Mariano, et reprend la tête de la Liga, ainsi que de matchs gagnés, avec 96 victoires.
- Le 24 octobre 2020, Le Barça s'incline à domicile 1 à 3.

|              | Victoires comme locaux | Match nul comme locaux | Défaites comme locaux |
| ------------ | ---------------------- | ---------------------- | --------------------- |
| FC Barcelone | 6                      | 7                      | 4                     |
| Real Madrid  | 5                      | 3                      | 10                    |

### Années 2020
En 2021, le Réal battu le Barça 2-1 au stade Alfredo-Di-Stéfano pour la confrontation retour de la saison entre les deux clubs en Liga. Lors de la saison 2021-2022, le Réal battu son rival 2-1 au Camp Nou avec des buts de Lucas Vázquez et  David Alaba . En début d'année 2022, le Barça avec son nouveau coach  Xavi  légende du club fut éliminé par le  Réal Madrid  en demi finales de la Supercoupe d'Espagne.  En mars 2022, le Barça humilia son rival au  Santiago Bernabéu  4-0. Ils remportèrent aussi le match amical aux USA en été. En Octobre de la même année, le Réal prit sa revanche avec une victoire 3-1 au Camp Nou avec des buts de  Karim Benzema , Federico Valverde et  Rodrygo puis  Ferran Torres côté Blaugrana. Pour le deuxième classico de la saison 2022-2023, les deux clubs se retrouvèrent  en finale de la Super coupe d'Espagne victoire du Barça 3-1. Les Catalans soulevèrent leur 14e titre dans la compétition (record ) Un autre face à face s'interposa en demi finale de la  Coupe du roi Victoire 1-0 du  Barça à l'aller et victoire du Réal 4-0 au retour avec un triplé de Karim Benzema. En championnat, le Barça emporta la confrontation retour 2-1 et finit la saison champion d'Espagne. En Juillet 2023, les deux géants se retrouvèrent en Amical aux  États Unis victoire du Barça 3-0 avec des buts d'Ousmane Dembélé, Ferran Torres et Fermín López. En championnat, face à face pour le premier de la saison en match officiel. Victoire des Merengues 2-1 avec un doublé de  Jude Bellingham . Pourtant le Barça avait ouvert le score par l'intermédiaire d' Ilkay Gündogan. Le 14 Janvier 2024, le Réal écrase le Barça en finale de la Super coupe d'Espagne 4-1 avec un triplé de Vinícius Júnior.
Pour son dernier match de Liga, le Real Madrid l'emporte 3-2 face au Barça à domicile, à l'Estadio Santiago Bernabéu. Ils terminent premiers du championnat juste devant le Barça de Lewandowski.

## Impact sportif
Lors de la saison 2006-2007, les 2 clubs ayant terminé premiers ex aequo, le Real a été proclamé champion en vertu d'une clause du règlement prévoyant qu'en cas d'égalité aux points, les résultats des rencontres directes seraient décisives. En l'espèce ce furent donc ceux du Clásico.
En championnat, les plus longues séries de victoires consécutives ne dépassent presque jamais trois victoires en faveur d'un des deux clubs. Cette règle a connu deux exceptions : dans les années 1960 en faveur du Real Madrid avec six victoires consécutives. Et une série de cinq victoires consécutives de 2008 à 2011, en faveur du FC Barcelone. Idem pour le Real Madrid une série de cinq victoires consécutives de 2020 à 2022 et six matchs sans défaites en comptant le match nul avant la série de cinq match.

## Personnalités des deux clubs
| Nom                  | Poste             | FCB                 | FCB  | FCB  | RM                  | RM    | RM   |
| Nom                  | Poste             | Période             | Apps | Buts | Période             | Apps  | Buts |
| -------------------- | ----------------- | ------------------- | ---- | ---- | ------------------- | ----- | ---- |
| Alfonso Albéniz      | Milieu de terrain | 1901-1902           |      |      | 1902-1912           |       |      |
| José Quirante        | Milieu de terrain | 1901-1909 1910-1912 |      |      | 1906-1908           |       |      |
| Arseni Comamala (ca) | Attaquant         | 1903-1905 1908-1911 |      |      | 1911-1912 1913-1914 |       |      |
| Walter Rositzky (es) | Milieu de terrain | 1911-1913           |      |      | 1913-1914           |       |      |
| Ricardo Zamora       | Gardien de but    | 1919-1922           |      |      | 1930-1936           | 152   | 0    |
| Josep Samitier       | Milieu de terrain | 1919-1932           | 235  | 178  | 1932-1934           |       |      |
| Joaquín Navarro      | Défenseur         | 1941-1942           |      |      | 1949-1957           |       |      |
| Alfonso Navarro      | Attaquant         | 1946-1950 1954-1956 |      |      | 1950-1951           |       |      |
| László Kaszás        | Attaquant         | 1957-1959           |      |      | 1959-1960           |       |      |
| Justo Tejada         | Attaquant         | 1952-1961           | 192  | 90   | 1961-1963           | 43    | 15   |
| Evaristo             | Attaquant         | 1957-1962           | 114  | 78   | 1962-1965           | 17    | 15   |
| Fernand Goyvaerts    | Milieu de terrain | 1962-1965           | 24   | 1    | 1965-1967           | 3     | 1    |
| Bernd Schuster       | Milieu de terrain | 1980-1988           | 239  | 87   | 1988-1990           | 75    | 13   |
| Luis Milla           | Milieu de terrain | 1984-1990           | 81   | 2    | 1990-1997           | 215   | 3    |
| Nando Muñoz          | Défenseur         | 1990-1992           | 81   | 0    | 1992-1995           | 64    | 0    |
| Michael Laudrup      | Milieu de terrain | 1989-1994           | 166  | 44   | 1994-1996           | 62    | 12   |
| Miquel Soler         | Défenseur         | 1988-1991 1992-1993 | 76 5 | 2 0  | 1995-1996           | 14    | 1    |
| Luís Figo            | Milieu de terrain | 1995-2000           | 248  | 45   | 2000-2005           | 245   | 56   |
| Albert Celades       | Milieu de terrain | 1995-1999           | 75   | 4    | 2000-2003 2004-2005 | 24 22 | 1 0  |
| Ronaldo              | Attaquant         | 1996-1997           | 49   | 47   | 2002-2007           | 177   | 104  |
| Javier Saviola       | Attaquant         | 2001-2007           | 201  | 72   | 2007-2009           | 31    | 5    |

| Nom                    | Poste                       | RM        | RM   | RM   | FCB       | FCB  | FCB  |
| Nom                    | Poste                       | Période   | Apps | Buts | Période   | Apps | Buts |
| ---------------------- | --------------------------- | --------- | ---- | ---- | --------- | ---- | ---- |
| Luciano Lizárraga (ca) | Milieu de terrain           | 1904-1905 |      |      | 1906-1907 |      |      |
| Enrique Normand        | Milieu de terrain           | 1902-1915 |      |      | 1909      |      |      |
| Hilario                | Attaquant                   | 1931-1936 |      |      | 1939-1940 |      |      |
| Josep Canal            | Milieu de terrain           | 1945-1946 |      |      | 1946-1951 |      |      |
| Chus Pereda            | Milieu de terrain           | 1958-1959 |      |      | 1961-1969 |      |      |
| Lucien Muller          | Milieu de terrain           | 1962-1965 | 103  | 3    | 1965-1968 | 88   | 4    |
| Amador Lorenzo         | Gardien de but              | 1976-1978 | 1    | 0    | 1980-1986 | 7    | 0    |
| Gheorghe Hagi          | Milieu de terrain           | 1990-1992 | 84   | 19   | 1994-1996 | 51   | 11   |
| Julen Lopetegui        | Gardien de but              | 1989-1991 | 1    | 0    | 1994-1997 | 5    | 0    |
| Robert Prosinečki      | Milieu de terrain           | 1991-1994 | 75   | 15   | 1995-1996 | 26   | 2    |
| Luis Enrique           | Milieu de terrain Attaquant | 1992-1996 | 190  | 18   | 1996-2004 | 300  | 108  |
| Dani                   | Attaquant                   | 1993-1998 | 15   | 2    | 1999-2004 | 85   | 19   |
| Alfonso Pérez          | Attaquant                   | 1990-1995 | 118  | 17   | 2000-2002 | 35   | 3    |
| Samuel Eto'o           | Attaquant                   | 1997-2000 | 7    | 0    | 2004-2009 | 199  | 152  |
| Marcos Alonso          | Défenseur                   | 2010      | 1    | 0    | 2022-     |      |      |

### Entraîneurs
- Entraîneur des deux clubs :
  -  Enrique Fernández
    - FC Barcelone (1947-1950)
    - Real Madrid (1953–1954)

  -  Radomir Antić
    - Real Madrid (1991–1992)
    - FC Barcelone (2003)

- Joueur ayant évolué dans les deux clubs, puis devenu entraîneur du Barça ou du Real :
  -  Josep Samitier (FC Barcelone, 1944-1947)
  -  Lucien Muller (FC Barcelone, 1978-1979)
  -  Bernd Schuster (Real Madrid, 2007-2008)
  -  Luis Enrique (FC Barcelone, 2014-2017)
  -  Julen Lopetegui (Real Madrid, 2018)

## Bilan

### Matchs officiels et amicaux
| Compétition                         | Matchs joués | Victoires Real | Matchs nuls | Victoires FCB | Buts du Real | Buts du FCB |
| ----------------------------------- | ------------ | -------------- | ----------- | ------------- | ------------ | ----------- |
| Ligue des champions                 | 8            | 3              | 3           | 2             | 13           | 10          |
| Championnat d'Espagne               | 190          | 79             | 35          | 76            | 304          | 305         |
| Coupe d'Espagne                     | 38           | 13             | 8           | 17            | 71           | 71          |
| Supercoupe d'Espagne                | 18           | 10             | 2           | 6             | 40           | 29          |
| Coupe de la Ligue                   | 6            | 0              | 4           | 2             | 8            | 13          |
| Total matchs officiels              | 259          | 105            | 52          | 103           | 439          | 432         |
| Match amical                        | 38           | 4              | 10          | 24            | 44           | 93          |
| Total matchs amicaux internationaux | 38           | 4              | 10          | 24            | 44           | 93          |
| Total général                       | 297          | 109            | 62          | 126           | 483          | 525         |

### Classement tête-à-tête enChampionnat d'Espagne(1929-2025)
| P. | 29 | 30 | 31 | 32 | 33 | 34 | 35 | 36 | 40 | 41 | 42 | 43 | 44 | 45 | 46 | 47 | 48 | 49 | 50 | 51 | 52 | 53 | 54 | 55 | 56 | 57 | 58 | 59 | 60 | 61 | 62 | 63 | 64 | 65 | 66 | 67 | 68 | 69 | 70 | 71 | 72 | 73 | 74 | 75 | 76 | 77 | 78 | 79 | 80 | 81 | 82 | 83 | 84 | 85 | 86 | 87 | 88 | 89 | 90 | 91 | 92 | 93 | 94 | 95 | 96 | 97 | 98 | 99 | 00 | 01 | 02 | 03 | 04 | 05 | 06 | 07 | 08 | 09 | 10 | 11 | 12 | 13 | 14 | 15 | 16 | 17 | 18 | 19 | 20 | 21 | 22 | 23 | 24 | 25 |
| -- | -- | -- | -- | -- | -- | -- | -- | -- | -- | -- | -- | -- | -- | -- | -- | -- | -- | -- | -- | -- | -- | -- | -- | -- | -- | -- | -- | -- | -- | -- | -- | -- | -- | -- | -- | -- | -- | -- | -- | -- | -- | -- | -- | -- | -- | -- | -- | -- | -- | -- | -- | -- | -- | -- | -- | -- | -- | -- | -- | -- | -- | -- | -- | -- | -- | -- | -- | -- | -- | -- | -- | -- | -- | -- | -- | -- | -- | -- | -- | -- | -- | -- | -- | -- | -- | -- | -- | -- | -- | -- | -- | -- | -- | -- |
| 1  | 1  |    |    | 1  | 1  |    |    |    |    |    |    |    |    | 1  |    |    | 1  | 1  |    |    | 1  | 1  | 1  | 1  |    | 1  | 1  | 1  | 1  | 1  | 1  | 1  | 1  | 1  |    | 1  | 1  | 1  |    |    | 1  |    | 1  | 1  | 1  |    | 1  | 1  | 1  |    |    |    |    | 1  | 1  | 1  | 1  | 1  | 1  | 1  | 1  | 1  | 1  | 1  |    | 1  | 1  | 1  |    | 1  |    | 1  |    | 1  | 1  | 1  | 1  | 1  | 1  | 1  | 1  | 1  |    | 1  | 1  | 1  | 1  | 1  | 1  |    | 1  | 1  | 1  | 1  |
| 2  | 2  | 2  |    |    |    | 2  | 2  | 2  |    |    | 2  |    |    | 2  | 2  |    |    |    |    |    |    |    | 2  | 2  | 2  |    |    | 2  | 2  |    | 2  |    | 2  |    | 2  | 2  | 2  |    |    | 2  |    | 2  |    |    | 2  | 2  | 2  |    |    | 2  | 2  | 2  | 2  |    | 2  | 2  |    | 2  |    |    | 2  | 2  |    |    |    | 2  |    | 2  | 2  |    |    |    | 2  | 2  | 2  | 2  |    | 2  | 2  | 2  | 2  | 2  | 2  | 2  | 2  | 2  |    |    | 2  | 2  | 2  | 2  | 2  | 2  |
| 3  |    |    |    | 3  |    |    |    |    |    |    |    | 3  |    |    |    |    |    | 3  |    |    | 3  | 3  |    |    | 3  | 3  | 3  |    |    |    |    |    |    |    | 3  |    |    | 3  |    |    | 3  |    |    | 3  |    |    |    |    |    |    | 3  |    | 3  |    |    |    |    |    | 3  | 3  |    |    |    |    | 3  |    |    |    |    |    | 3  |    |    |    |    |    | 3  |    |    |    |    |    | 3  |    |    |    | 3  | 3  |    | 3  |    |    |    |    |
| 4  |    |    | 4  |    | 4  |    |    |    | 4  | 4  |    |    |    |    | 4  | 4  |    |    | 4  | 4  |    |    |    |    |    |    |    |    |    | 4  |    |    |    |    |    |    |    |    | 4  | 4  |    | 4  |    |    |    |    |    |    | 4  |    |    | 4  |    |    |    |    |    |    |    |    |    |    | 4  | 4  |    |    | 4  |    |    | 4  | 4  |    | 4  |    |    |    |    |    |    |    |    |    |    |    |    |    |    |    |    |    |    |    |    |    |
| 5  |    | 5  |    |    |    |    |    | 5  |    |    |    |    |    |    |    |    |    |    | 5  |    |    |    |    |    |    |    |    |    |    |    |    |    |    |    |    |    |    |    |    |    |    |    |    |    |    |    |    | 5  |    | 5  |    |    |    | 5  |    |    |    |    |    |    |    |    |    |    |    |    |    |    | 5  |    |    |    |    |    |    |    |    |    |    |    |    |    |    |    |    |    |    |    |    |    |    |    |    |    |
| 6  |    |    | 6  |    |    |    | 6  |    |    | 6  |    |    | 6  |    |    |    |    |    |    |    |    |    |    |    |    |    |    |    |    |    |    | 6  |    | 6  |    |    |    |    | 6  |    |    |    |    |    |    |    |    |    |    |    |    |    |    |    |    |    | 6  |    |    |    |    |    |    |    | 6  |    |    |    |    |    |    | 6  |    |    |    |    |    |    |    |    |    |    |    |    |    |    |    |    |    |    |    |    |    |    |
| 7  |    |    |    |    |    |    |    |    |    |    |    |    | 7  |    |    | 7  |    |    |    |    |    |    |    |    |    |    |    |    |    |    |    |    |    |    |    |    |    |    |    |    |    |    |    |    |    |    |    |    |    |    |    |    |    |    |    |    |    |    |    |    |    |    |    |    |    |    |    |    |    |    |    |    |    |    |    |    |    |    |    |    |    |    |    |    |    |    |    |    |    |    |    |    |    |    |
| 8  |    |    |    |    |    |    |    |    |    |    |    |    |    |    |    |    |    |    |    |    |    |    |    |    |    |    |    |    |    |    |    |    |    |    |    |    |    |    |    |    |    |    | 8  |    |    |    |    |    |    |    |    |    |    |    |    |    |    |    |    |    |    |    |    |    |    |    |    |    |    |    |    |    |    |    |    |    |    |    |    |    |    |    |    |    |    |    |    |    |    |    |    |    |    |    |
| 9  |    |    |    |    |    | 9  |    |    | 9  |    |    |    |    |    |    |    |    |    |    | 9  |    |    |    |    |    |    |    |    |    |    |    |    |    |    |    |    |    |    |    |    |    |    |    |    |    | 9  |    |    |    |    |    |    |    |    |    |    |    |    |    |    |    |    |    |    |    |    |    |    |    |    |    |    |    |    |    |    |    |    |    |    |    |    |    |    |    |    |    |    |    |    |    |    |    |    |
| 10 |    |    |    |    |    |    |    |    |    |    |    | 10 |    |    |    |    |    |    |    |    |    |    |    |    |    |    |    |    |    |    |    |    |    |    |    |    |    |    |    |    |    |    |    |    |    |    |    |    |    |    |    |    |    |    |    |    |    |    |    |    |    |    |    |    |    |    |    |    |    |    |    |    |    |    |    |    |    |    |    |    |    |    |    |    |    |    |    |    |    |    |    |    |    |    |
| 11 |    |    |    |    |    |    |    |    |    |    |    |    |    |    |    |    | 11 |    |    |    |    |    |    |    |    |    |    |    |    |    |    |    |    |    |    |    |    |    |    |    |    |    |    |    |    |    |    |    |    |    |    |    |    |    |    |    |    |    |    |    |    |    |    |    |    |    |    |    |    |    |    |    |    |    |    |    |    |    |    |    |    |    |    |    |    |    |    |    |    |    |    |    |    |    |
| 12 |    |    |    |    |    |    |    |    |    |    | 12 |    |    |    |    |    |    |    |    |    |    |    |    |    |    |    |    |    |    |    |    |    |    |    |    |    |    |    |    |    |    |    |    |    |    |    |    |    |    |    |    |    |    |    |    |    |    |    |    |    |    |    |    |    |    |    |    |    |    |    |    |    |    |    |    |    |    |    |    |    |    |    |    |    |    |    |    |    |    |    |    |    |    |    |
| 13 |    |    |    |    |    |    |    |    |    |    |    |    |    |    |    |    |    |    |    |    |    |    |    |    |    |    |    |    |    |    |    |    |    |    |    |    |    |    |    |    |    |    |    |    |    |    |    |    |    |    |    |    |    |    |    |    |    |    |    |    |    |    |    |    |    |    |    |    |    |    |    |    |    |    |    |    |    |    |    |    |    |    |    |    |    |    |    |    |    |    |    |    |    |    |
| 14 |    |    |    |    |    |    |    |    |    |    |    |    |    |    |    |    |    |    |    |    |    |    |    |    |    |    |    |    |    |    |    |    |    |    |    |    |    |    |    |    |    |    |    |    |    |    |    |    |    |    |    |    |    |    |    |    |    |    |    |    |    |    |    |    |    |    |    |    |    |    |    |    |    |    |    |    |    |    |    |    |    |    |    |    |    |    |    |    |    |    |    |    |    |    |
| 15 |    |    |    |    |    |    |    |    |    |    |    |    |    |    |    |    |    |    |    |    |    |    |    |    |    |    |    |    |    |    |    |    |    |    |    |    |    |    |    |    |    |    |    |    |    |    |    |    |    |    |    |    |    |    |    |    |    |    |    |    |    |    |    |    |    |    |    |    |    |    |    |    |    |    |    |    |    |    |    |    |    |    |    |    |    |    |    |    |    |    |    |    |    |    |
| 16 |    |    |    |    |    |    |    |    |    |    |    |    |    |    |    |    |    |    |    |    |    |    |    |    |    |    |    |    |    |    |    |    |    |    |    |    |    |    |    |    |    |    |    |    |    |    |    |    |    |    |    |    |    |    |    |    |    |    |    |    |    |    |    |    |    |    |    |    |    |    |    |    |    |    |    |    |    |    |    |    |    |    |    |    |    |    |    |    |    |    |    |    |    |    |
| 17 |    |    |    |    |    |    |    |    |    |    |    |    |    |    |    |    |    |    |    |    |    |    |    |    |    |    |    |    |    |    |    |    |    |    |    |    |    |    |    |    |    |    |    |    |    |    |    |    |    |    |    |    |    |    |    |    |    |    |    |    |    |    |    |    |    |    |    |    |    |    |    |    |    |    |    |    |    |    |    |    |    |    |    |    |    |    |    |    |    |    |    |    |    |    |
| 18 |    |    |    |    |    |    |    |    |    |    |    |    |    |    |    |    |    |    |    |    |    |    |    |    |    |    |    |    |    |    |    |    |    |    |    |    |    |    |    |    |    |    |    |    |    |    |    |    |    |    |    |    |    |    |    |    |    |    |    |    |    |    |    |    |    |    |    |    |    |    |    |    |    |    |    |    |    |    |    |    |    |    |    |    |    |    |    |    |    |    |    |    |    |    |
| 19 |    |    |    |    |    |    |    |    |    |    |    |    |    |    |    |    |    |    |    |    |    |    |    |    |    |    |    |    |    |    |    |    |    |    |    |    |    |    |    |    |    |    |    |    |    |    |    |    |    |    |    |    |    |    |    |    |    |    |    |    |    |    |    |    |    |    |    |    |    |    |    |    |    |    |    |    |    |    |    |    |    |    |    |    |    |    |    |    |    |    |    |    |    |    |
| 20 |    |    |    |    |    |    |    |    |    |    |    |    |    |    |    |    |    |    |    |    |    |    |    |    |    |    |    |    |    |    |    |    |    |    |    |    |    |    |    |    |    |    |    |    |    |    |    |    |    |    |    |    |    |    |    |    |    |    |    |    |    |    |    |    |    |    |    |    |    |    |    |    |    |    |    |    |    |    |    |    |    |    |    |    |    |    |    |    |    |    |    |    |    |    |
| 21 |    |    |    |    |    |    |    |    |    |    |    |    |    |    |    |    |    |    |    |    |    |    |    |    |    |    |    |    |    |    |    |    |    |    |    |    |    |    |    |    |    |    |    |    |    |    |    |    |    |    |    |    |    |    |    |    |    |    |    |    |    |    |    |    |    |    |    |    |    |    |    |    |    |    |    |    |    |    |    |    |    |    |    |    |    |    |    |    |    |    |    |    |    |    |
| 22 |    |    |    |    |    |    |    |    |    |    |    |    |    |    |    |    |    |    |    |    |    |    |    |    |    |    |    |    |    |    |    |    |    |    |    |    |    |    |    |    |    |    |    |    |    |    |    |    |    |    |    |    |    |    |    |    |    |    |    |    |    |    |    |    |    |    |    |    |    |    |    |    |    |    |    |    |    |    |    |    |    |    |    |    |    |    |    |    |    |    |    |    |    |    |

• Total : Le Real Madrid a fini 48 fois mieux classé, le FC Barcelone a fini 46 fois mieux classé (à la fin de la saison 2024-2025).

### Meilleurs buteurs duClásico
Ce tableau recense les meilleurs buteurs de l'histoire du Clásico et les buts marqués dans les différentes compétitions officielles (Liga, Coupe du Roi, Supercoupe d'Espagne et compétitions européennes).
| Rang | Joueur               | Équipe       | Liga | Coupe du Roi | Coupe de la Ligue | Supercoupe d'Espagne | Ligue des Champions | Total |
| ---- | -------------------- | ------------ | ---- | ------------ | ----------------- | -------------------- | ------------------- | ----- |
| 1    | Lionel Messi         | FC Barcelone | 18   | -            | -                 | 6                    | 2                   | 26    |
| 2    | / Alfredo Di Stéfano | Real Madrid  | 14   | 2            | -                 | -                    | 2                   | 18    |
| 2    | Cristiano Ronaldo    | Real Madrid  | 9    | 5            | -                 | 4                    | -                   | 18    |
| 4    | Karim Benzema        | Real Madrid  | 8    | 4            | -                 | 4                    | -                   | 16    |
| 5    | Raúl                 | Real Madrid  | 11   | -            | -                 | 3                    | 1                   | 15    |
| 6    | César                | FC Barcelone | 12   | 2            | -                 | -                    | -                   | 14    |
| 6    | Ferenc Puskás        | Real Madrid  | 9    | 2            | -                 | -                    | 3                   | 14    |
| 6    | Francisco Gento      | Real Madrid  | 10   | 2            | -                 | -                    | 2                   | 14    |
| 9    | Carlos Santillana    | Real Madrid  | 9    | 2            | 1                 | -                    | -                   | 12    |
| 10   | Luis Alberto Suárez  | FC Barcelone | 9    | 2            | -                 | -                    | -                   | 11    |

### Joueurs ayant disputé le plus deClásicos
Ce tableau récapitule les joueurs ayant disputés au moins 30 Clásicos.
| Rang | Joueur          | Équipe       | Matchs |
| ---- | --------------- | ------------ | ------ |
| 1    | Sergio Busquets | FC Barcelone | 48     |
| 2    | Sergio Ramos    | Real Madrid  | 45     |
| 2    | Lionel Messi    | FC Barcelone | 45     |
| 4    | Karim Benzema   | Real Madrid  | 43     |
| 5    | Francisco Gento | Real Madrid  | 42     |
| 5    | Manuel Sanchís  | Real Madrid  | 42     |
| 5    | Xavi Hernández  | FC Barcelone | 42     |
| 8    | Gerard Piqué    | FC Barcelone | 40     |
| 9    | Andrés Iniesta  | FC Barcelone | 38     |
| 10   | Raúl            | Real Madrid  | 37     |
| 10   | Fernando Hierro | Real Madrid  | 37     |
| 10   | Iker Casillas   | Real Madrid  | 37     |

## Audience
Il s'agit du match entre clubs le plus suivi dans le monde, certains médias avançant plusieurs centaines de millions de téléspectateurs, ce qui en ferait le 3e événement sportif mondial après la finale de la Coupe du monde (2010) et les Jeux olympiques (de Beijing en 2008),. Dans les faits, ce nombre paraît largement surestimé.

## Clásico féminin
Les sections féminines du Barça et du Real s'affrontent également régulièrement. Le FC Barcelone a jusqu'ici remporté tous les duels entre les deux équipes.